# Icel

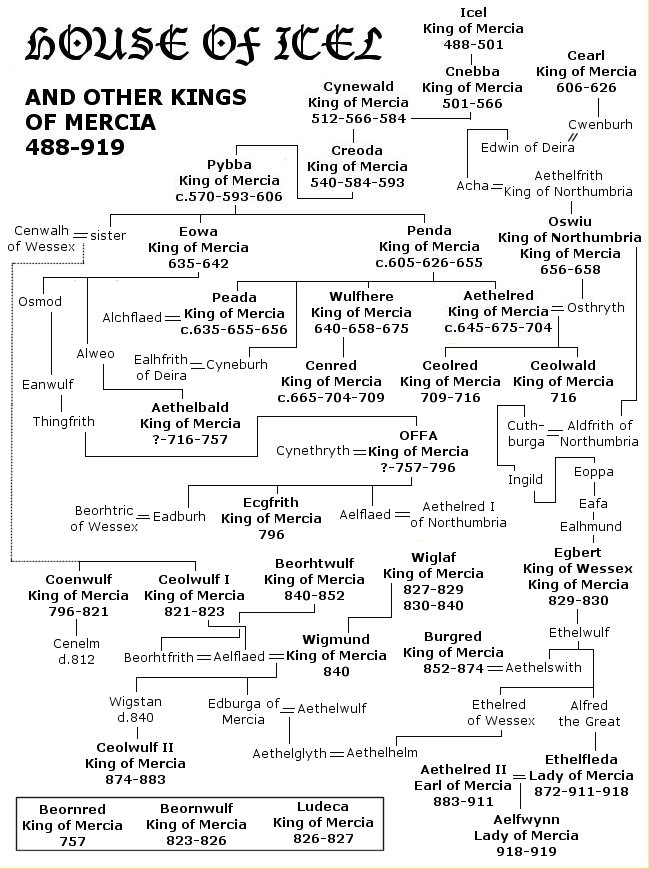
Genealogia królów Mercji

Icel lub Icil (ok. 450–525) – legendarny założyciel dynastii Iclingas panującej w Mercji do VIII wieku. Według mitów potomek Wodena i dowódca Anglów, którzy wyemigrowali do Brytanii. Historyczność Icela jest kwestionowana. 